# Зональная научная библиотека Воронежского государственного университета
Зона́льная нау́чная библиоте́ка Воро́нежского госуда́рственного университе́та — крупнейший научно-информационный и методический центр Центрально-чернозёмного региона, одна из ведущих вузовских библиотек России, подразделение Воронежского госуниверситета. В настоящее время фонд библиотеки включает более 3 миллионов экземпляров документов.
Директор ЗНБ ВГУ — Минаков Аркадий Юрьевич.

## История
Библиотека была создана в 1918 году (одновременно с открытием в Воронеже университета, важнейшим структурным подразделением которого она является). Основу фонда библиотеки составили редкие книги, бытовавшие на территории края с XVIII в., ранее принадлежавшие крупнейшим библиотекам города Воронежа. Первым директором библиотеки стал проф. А. Д. Богоявленский — воспитанник Тартуского (Юрьевского) университета, автор ряда работ в области органической химии. В 1926 году на этом посту его сменил А. Т. Расторгуев. Через три года на пост директора библиотеки Воронежского университета был назначен С. Н. Введенский — историк, краевед, педагог и видный общественный деятель. В 1931 году учреждение возглавил Я. Я. Зутис — крупнейший специалист по истории Прибалтики и истории средних веков, член-корреспондент АН СССР, действительный член АН Латвийской ССР, профессор, доктор исторических наук. С 1934 по 1958 гг. директором Библиотеки была С. П. Оникиенко.
В годы Великой Отечественной войны библиотека, фонд которой к тому времени насчитывал более 800 тыс. единиц хранения, серьёзно пострадал. Книжное собрание было частично уничтожено и разграблено. Самые ценные книги фашистское командование отправило в Германию и Эстонию. Часть из них была обнаружена в 1943 году в г. Курске и, во многом благодаря усилиям С. П. Оникиенко, возвращена в Воронежский университет. Восстановление фонда потребовало серьёзных усилий от всего коллектива библиотеки.
В 1959 году директором библиотеки стала В. А. Павлова — выпускница филологического факультета, учёный-фольклорист. В 1964 году библиотека ВГУ получила статус научной.
С 1968 по 2006 гг. научной библиотекой Воронежского университета руководила С. В. Янц — выпускница географического факультета ВГУ. С. В. Янц удостоена почетных званий «Заслуженный работник культуры РФ», «Почетный работник высшего образования России», награждена медалью Пушкина.
В 1975 году произошло выделение Научной библиотеки ВГУ как самостоятельной зональной библиотеки (Приказ М-ва высшего и среднего специального образования СССР № 171 от 14 февраля 1975 г. «О зональных библиотеках высших учебных заведений на территории РСФСР»).
С 1982 года при Библиотеке работает Музей книги.
На 1989 год приходится начало работ по компьютеризации библиотеки. С 1991 года создается электронный каталог ЗНБ ВГУ.
В 2000 году библиотека стала региональным библиотечным центром комплектования вузовских библиотек Центрально-чернозёмного региона в рамках мегапроекта «Пушкинская библиотека».
С 2002 года ЗНБ ВГУ является членом «Ассоциации региональных библиотечных консорциумов» (АРБИКОН).
В 2003 году в структуру библиотеки был передан Музей ВГУ.
В 2005 году в фонд ЗНБ ВГУ поступил трёхмиллионный экземпляр.
С 2006 года пост директора библиотеки занимает А. Ю. Минаков — выпускник исторического факультета Воронежского университета, кандидат исторических наук, доцент кафедры истории России исторического факультета ВГУ. В этом же году на базе ЗНБ ВГУ был создан 14-й консорциум АРБИКОН «Черноземье».
В 2007 году в библиотеке был организован виртуальный читальный зал Электронной библиотеки диссертаций Российской государственной библиотеки.
С 2008 года в ЗНБ ВГУ начала формироваться новая художественная коллекция Воронежского университета, что является возвращением к традиции, восходящей ко времени Дерптского (Юрьевского) университета, где с 1803 г. работал Музей изящных искусств).
В 2021 году Воронежскому университету вернули старинные книги XVII-XIX веков, незаконно вывезенные немцами во время войны и обнаруженные сыном бывшего солдата вермахта в своём доме. Церемония передачи 91 редкого тома состоялась в Берлине.

## Структура ЗНБ ВГУ
- Информационно-библиографический отдел
- Научно-методический отдел
- Отдел редких книг
- Отдел каталогизации
- Отдел литературы на иностранных языках
- Отдел комплектования
- Отдел компьютеризации библиотеки
- Отдел обслуживания гуманитарных факультетов
- Отдел обслуживания иностранных граждан и факультета журналистики
- Отдел обслуживания исторического факультета и факультета международных отношений
- Отдел обслуживания экономического факультета и факультета географии и геоэкологии
- Отдел обслуживания естественных факультетов
- Отдел обслуживания юридического факультета
- Отдел художественной литературы